# Samurai Gourmet
Samurai Gourmet (野武士のグルメ, Nobushi no gurume) è una serie televisiva giapponese diffusa a partire dal 17 marzo 2017 su Netflix. L'attore principale è Naoto Takenaka. La distribuzione in Italia non presenta una localizzazione audio ma solo nei sottotitoli ai vari episodi.

## Trama
Takeshi Kasumi, 60 anni, ha dedicato la sua intera vita al suo lavoro in modo devoto e diligente. Una volta in pensione non sa come trascorrere il suo tempo libero. Una birra bevuta a metà pomeriggio gli farà capire che davanti a lui c'è la possibilità di esplorare un mondo culinario che lui non immaginava. Sarà accompagnato nelle varie scoperte culinarie da un samurai dell'epoca feudale giapponese creato dalla sua immaginazione che gli farà da modello per superare le sue titubanze.

## Episodi
| Stagione       | Episodi | Pubblicazione JAP | Pubblicazione Italia |
| -------------- | ------- | ----------------- | -------------------- |
| Prima stagione | 12      | 2017              | 2017                 |

## Personaggi e interpreti

### Principali
- Takeshi Kasumi, interpretato da Naoto Takenaka.
- Samourai, interpretato da Tetsuji Tamayama.
- Shizuko Kasumi (moglie di Takeshi), interpretata da Honami Suzuki.